# Bernd Rönnefarth
Bernd Rönnefarth (* 1. April 1952 in Jena; † 21. Februar 2021) war ein deutscher Lehrer und Liedermacher.

## Leben
Zu DDR-Zeiten war er als Liedermacher aktiv gründete zunächst das Liedermacherduo „Görnandt & Rönnefarth“, mit Johannes Schlecht wurde aus dieser Gruppe Circus Lila. Er spielte zahlreiche Instrumente, unter anderem Violine, Gitarre und Klavier. Ab 1989 wechselte er in den Lehrberuf und war als Musik- und Ethiklehrer an der Integrierten Gesamtschule „Grete Unrein“ in Jena tätig.

## Diskografie
Görnandt & Rönnefarth
- 1982: Frag mich Fragen (LP, Amiga)